# バド・ファウラー
バド・ファウラー（Bud Fowler,1858年3月16日 - 1913年2月26日）は、ニグロリーグのプロ野球選手、監督。アフリカ系アメリカ人の最初のプロ野球選手。

## 来歴
放浪生活をしていたホップピッカー（ホップ摘み）と理髪師の息子として生まれ、出生名は、ジョン・W・ジャクソンと名付けられた。
ジェームズ・A・ライリーによると、ファウラーはブルックリン・ドジャースとの最後のシーズンにジャッキー・ロビンソンに破られるまで、リーグ組織化されたリーグで野球を十数シーズンプレイした。一方で、ファウラー本人は22年間プレーしたと主張している。引退後、黒人選手が所属できる数多くの球団やリーグの設立に尽力した。
ファウラーは1913年2月26日にニューヨーク州フランクフォートで亡くなった。
2021年にアメリカ野球殿堂に選出された。